# Eccoptocera
Eccoptocera es un género de polillas tortrícidas perteneciente a la tribu Eucosmini, de la subfamilia Olethreutinae, orden Lepidoptera. Fue descrito por Thomas de Grey, 6th Baron Walsingham en 1907.

## Especies
- Eccoptocera australis Horak, 2006
- Eccoptocera foetorivorans (Butler, 1881)
- Eccoptocera hinanohomauna Austin y Rubinoff, 2023
- Eccoptocera implexa (Meyrick, 1912)
- Eccoptocera iwipookua Austin y Rubinoff, 2024
- Eccoptocera kualii Austin y Rubinoff, 2024
- Eccoptocera kukona Austin y Rubinoff, 2024
- Eccoptocera ohiaha Austin y Rubinoff, 2023
- Eccoptocera osteomelesana (Swezey, 1946)
- Eccoptocera palmicola (Meyrick, 1912)
- Eccoptocera stenotes (Clarke, 1976)